# 刀果鞍叶羊蹄甲
刀果鞍叶羊蹄甲（学名：Bauhinia brachycarpa var. cavaleriei）为豆科羊蹄甲属下的一个变种。

## 扩展阅读
- 維基物種上的相關：刀果鞍叶羊蹄甲